# Minicia elegans
Minicia elegans är en spindelart som beskrevs av Simon 1894. Minicia elegans ingår i släktet Minicia och familjen täckvävarspindlar.
Artens utbredningsområde är Algeriet. Inga underarter finns listade i Catalogue of Life.